# سرگرمی (فیلم ۲۰۰۴)
سرگرمی (به هندی: Masti) یا مستی فیلمی محصول سال ۲۰۰۴ و به کارگردانی ایندرا کومار است. در این فیلم بازیگرانی همچون اجی دیوگن، ویوک اوبروی، آفتاب شیودسانی، ریتیش دشموک، لارا دوتا، آمریتا رایو، تارا شارما، جنلیا دی‌سوزا، ساتیش شاه، آرچانا پوران سینگ، راکهی ساوانت، سورش منون ایفای نقش کرده‌اند.